# Dorfkirche Kerzlin

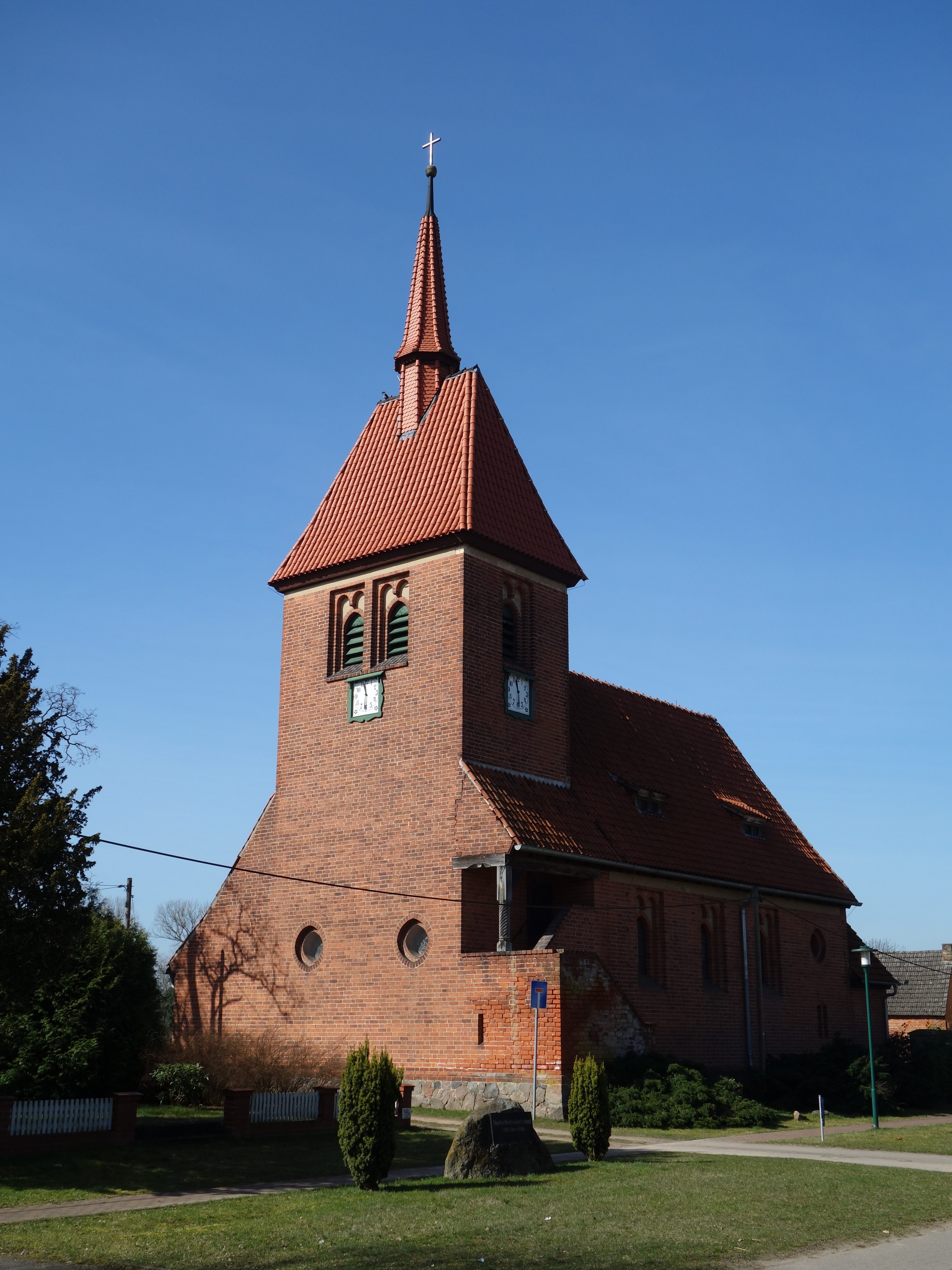
Dorfkirche Kerzlin – Nordostansicht

Die Dorfkirche Kerzlin ist eine neuromanische Backsteinkirche im Ortsteil Kerzlin der Gemeinde Temnitztal in brandenburgischen Landkreis Ostprignitz-Ruppin. Die 1913 errichtete einschiffige Kirche überrascht im Inneren durch ein hölzernes Tonnengewölbe. Der Turmaufsatz befindet sich am Ostende der Kirche.